# Basora
Basora (en árabe: البصرة‎ al-Baṣrah) es la segunda mayor ciudad de Irak, con una población de aproximadamente 3.800.200 habitantes en 2009. Es el principal puerto del país, situado en las cercanías del golfo Pérsico y a 545 km al sur de la capital, Bagdad. Fundada en 636, Basora jugó un importante papel en los comienzos de la historia islámica.
Tiene un aeropuerto internacional, a partir del cual Iraqi Airways, la línea aérea más importante del país, ha restaurado recientemente la conexión con Bagdad. Se encuentra en una fértil región agrícola, cuyos productos principales son el arroz, el maíz, el centeno, el trigo y los dátiles. Asimismo, son importantes los recursos petrolíferos. Su refinería produce unos 140.000 barriles diarios (22.300 m³).
Los musulmanes de la zona pertenecen sobre todo a la secta jafari del chiismo. También hay muchos suníes, así como un pequeño grupo de cristianos. El mandeanismo sobrevive en la zona antes llamada Suk esh-Sheikh.
La red de canales que la recorren le dieron el sobrenombre de 'la Venecia de Oriente Medio'.
En Las mil y una noches es el puerto de donde parte Simbad el Marino.

## Etimología
La ciudad ha recibido muchos nombres a lo largo de su historia, siendo Basora el más común. En árabe, la palabra baṣrah significa "el que vigila," lo que podría haber sido una alusión al origen de la ciudad como base militar árabe contra los sasánidas. Otros han argumentado que el nombre se deriva de la palabra aramea basratha, que significa "lugar de chozas, asentamiento". Otras fuentes afirman el nombre tiene su origen en la palabra persa Bas-rāh o Bassorāh que significa "donde se unen muchas formas".

## Historia
Durante los primeros años tras el establecimiento de la ciudad, los gobernadores de Basora supervisaban las áreas circundantes a través de guarniciones pequeñas donde también se instalaban recolectores de impuestos. Durante el periodo omeya, las regiones iraníes más distantes de Fars, Sistán, Jorasán y las partes de Media que son llamadas Māh al-Baṣra hicieron parte usualmente de la responsabilidad administrativa de Basora, cuyo gobernador las administraba a través de sub-gobernadores. En varios puntos durante el periodo omeya, la gobernación de Basora se combinó con la de su ciudad hermana de Kufa en el centro de Irak (la cual, como Basora, tenía bajo su control administrativo extensas áreas de Irán) en manos de un solo gobernador, como fue el caso del poderoso virrey de Abd al-Málik, Al-Hayyach ibn Yúsuf.

### Califato Rashidun (632–661)
La ciudad fue fundada a principios de la era islámica en 636 y empezó como un campamento de guarnición para los miembros de las tribus árabes que hacían parte de los ejércitos del califa rashid Úmar. Un tell a unos kilómetros al sur de la ciudad actual, marca aún la ubicación original que era un sitio militar. Mientras derrotaba a las fuerzas del imperio sasánida en este lugar, el comandante musulmán Utbah ibn Ghazwan erigió su campamento en el lugar de un antiguo asentamiento militar persa llamado Vaheštābād Ardašīr, que había sido destruido por los árabes. Se le dio el nombre Al-Basrah.
En 639, Úmar estableció este campamento como una ciudad con cinco distritos y nombró a Abu Musa al-Ashari como su primer gobernador. La ciudad fue construida en un plano circular acorde con la arquitectura parta-sasánida. Abu Musa lideró la conquista de Juzestán del 639 al 642, y Úmar le dio órdenes de ayudar a Uthmán ibn Abi al-As, quien para entonces luchaba contra Irán desde un nuevo miṣr más al oriente en la ciudad medieval de Tawwaj. En 650, el califa Rashidun Uthmán reorganizó la frontera persa, nombró a Abdullah ibn Amir como gobernador de Basora y dejó el ala sur del ejército bajo el control de Basora. Ibn Amir condujo a sus fuerzas a la victoria final sobre Yazdgerd III, el Sah sasánida.
En 656, Uthmán fue asesinado y Ali fue nombrado califa. Ali nombró primero a Uthmán ibn Hanif como gobernador de Basora, a quien le siguió Abdullah ibn Abbás. Estos hombres mantuvieron la ciudad para Ali hasta la muerte de este último en 661.

### Califato omeya (661–750)

#### Sufyánidas (661–684)
Los sufyánidas (esto es, Muawiya I, Yazid I y Muawiya II) mantuvieron el control sobre Basora hasta la muerte de Yazid I en 683. El primer gobernador sufyánida fue Umayyad Abdullah, un famoso líder militar, quien exigía lealtad y demandas financieras de Kerbala, pero fue un mal gobernador. En 664, Muawiya I lo reemplazó por Ziyad ibn Abi Sufn, a menudo llamado "ibn Abihi" ("hijo de su propio padre"), quien se hizo famoso por sus draconianas reglas sobre al orden público. A la muerte de Ziyad en 673, su hijo Ubaydullah ibn Ziyad se convirtió en el gobernador. En 680, Yazid I ordenó a Ubaydullah mantener el orden en Kufa como reacción a la popularidad de Husáin ibn Ali en tanto nieto del profeta islámico Mahoma. Ubaydullah asumió el control de Kufa. Husáin envió a su primo Muslim ibn Aqil como embajador ante el pueblo de Kufa, pero Ubaydullah lo ejecutó por miedo a una rebelión. Ubaydullah reunió un ejército de miles de soldados y atacó a Husáin y a su guardia, compuesta de aproximadamente 70 hombres, en la batalla de Kerbala, cerca de Kufa, a donde se dirigían. El ejército de Ubaydullah salió victorioso, y Husáin y sus seguidores fueron asesinados y sus cabezas fueron enviadas a Yazid como prueba.
Ibn al-Harith pasó su año en el cargo de gobernador de Basora tratando de sofocar el levantamiento jariyí de Nafi 'ibn al-Azraq en Juzestán. En 685, Ibn al-Zubayr, necesitando un gobernador práctico, nombró a Umar ibn Ubayd Allah ibn Ma'mar. Ibn al-Zubayr nombró luego a su propio hermano Mus'ab al-Zubayr. En 686, el revolucionario Mukhtar al-Thaqafi lideró una insurrección en Kufa y dio muerte a Ubaydullah ibn Ziyad cerca de Mosul. En 687, Musʿab al-Zubayr derrotó a Mukhtar con ayuda de los kufanos que Mukhtar había exiliado.

#### Abd al-Málik (685–705)
Abd al-Málik ibn Marwan reconquistó Basora para el califato omeya en 691, y nombró a Al-Hayyach ibn Yúsuf como gobernador conjunto de Kufa y Basora. Basora permaneció leal a al-Hayyach durante el motín de Ibn Ash'ath (699-702). Sin embargo, Basora apoyó la rebelión de Yazid ibn al-Muhallab contra Yazid II durante la década de 720 .

### Califato abasí (750-1258)
En la década de 740, Basora cayó en manos de as-Saffah del califato abasí. Durante la época de los abasíes, Basora se convirtió en un centro intelectual y hogar de la Escuela de Gramática de Basora, la escuela rival y hermana de la Escuela de Gramática de Kufa. Varios de los intelectuales más destacados de la época eran de Basora: el polímata árabe Alhacén, el coloso literario árabe al-Jahiz, y la mística sufí Rabia Basri. La rebelión Zanj de esclavos agrícolas de las tierras bajas afectó la zona. En 871, los Zanj saquearon Basora. En 923, los cármatas, una secta musulmana extremista, invadieron y devastaron Basora.

#### Dinastía Búyida (945-1055)
De 945 a 1055, una dinastía búyida gobernó Bagdad y la mayor parte de Irak. Abu al Qasim al-Baridis, que aún controlaba Basora y Wasit, fue derrotado y sus tierras tomadas por los búyidas en 947. Adud al-Dawla y sus hijos Diya al-Dawla y Samsam al-Dawla fueron gobernantes búyidas de Basora durante las décadas de 970, 980 y 990. Sanad al-Dawla al-Habashi (ca. 921-977), hermano del emir de Irak Izz al-Dawla, fue gobernador de Basora y construyó una biblioteca de 15.000 libros.

#### Dinastía selyúcida (1055-1194)
El turco oguz Tugrïl Beg era el líder de los selyúcidas, y expulsó a la dinastía chií búyida. Fue el primer gobernante selyúcida en autodenominarse sultán y protector del califato abasí.

### Edad de oro islámica
La Gran Mezquita del Viernes fue construida en Basora. En 1122, Zengi recibió Basora como feudo. En 1126, Zengi reprimió una revuelta y en 1129 Dabis saqueó los fondos del estado de Basora. Un mapa del año 1200 "en vísperas de las invasiones mongolas" muestra al califato abasí gobernando el bajo Irak y, presumiblemente, Basora.
El asesino Rashid-ad-Din-Sinan nació en Basora entre 1131 y 1135.
En 1258, los mongoles liderados por Hulegu Khan saquearon Bagdad y acabaron con el dominio abasí. Según algunos relatos, Basora capituló ante los mongoles para evitar una masacre. El mapa de la dinastía bahrí mameluca (1250-1382) muestra a Basora bajo su área de control, y el mapa del ilkanato (1300-1405) muestra a Basora bajo su control.
En 1290, de acuerdo con Buscarello de Ghizolfi, estalló una lucha entre genoveses en el puerto de Basora en el Golfo Pérsico, entre las facciones güelfas y gibelinas.
Ibn Battuta visitó Basora en el siglo XIV, señalando que "era conocida en todo el mundo, espaciosa en área y elegante en sus patios, notable por sus numerosos huertos y sus frutos selectos, ya que es el lugar de encuentro de los dos mares, el salado y el dulce." Ibn Battuta también señaló que Basora constaba de tres secciones: el barrio de los Hudayl, el barrio de los Banu Haram y el barrio iraní (mahallat al-Ajam). Fred Donner añade:" Si los dos primeros revelan que Basora era todavía predominantemente una ciudad árabe, la existencia de un barrio iraní revela claramente el legado de largos siglos de contacto íntimo entre Basora y la meseta iraní."

### SiglosXVyXVI
Basora tuvo una importancia geopolítica particular en los siglos XVI y XVII, al estar ubicada en la frontera entre los imperios rivales otomano (suníes) y safávida (chiíes), en la frontera del desierto de Arabia, y además desempeñar un papel fundamental en el crecimiento del comercio sobre el océano Índico (siendo el único puerto otomano con salida a este océano). Como resultado, los otomanos y los safávidas se disputaron la posesión de Basora. Aunque los dos imperios reclamaron jurisdicción sobre la ciudad en varias ocasiones, su autoridad era sólo de nombre en su mayor parte, mientras que el control de facto estaba en manos de gobernadores locales que gobernaban bajo suzeranía safaví u otomana. Durante este período, gran parte del actual Irak se volvió insegura a causa de los estragos producidos por las "ferozmente independientes" tribus seminómadas árabes (en el sur) y kurdas (en el norte), que atacaban a las caravanas que circulaban. Asimismo, el clima en el sur, en Sawad, era perjudicial para la salud y traía plagas y epidemias mortales que contribuyeron a varios períodos turbulentos en la historia de Basora. Con todo, Basora se había convertido en un importante centro de tráfico para el área del Golfo Pérsico, tanto para comerciantes como para peregrinos de camino a La Meca y Medina.
La tribu árabe beduina de Al-Mughamis, una rama de la tribu Banu'l-Muntafiq que habitaba el área entre Kufa y Basora, se hizo con el dominio de Basora a principios del siglo XV. Entre 1436 y 1508 el control de facto pasó a manos de los Moshasha, una confederación tribal de chiíes radicales que se encontraba principalmente en los bordes de los pantanos en la frontera de la provincia safávida de Arabestán (actualmente, Juzestán), pero lo perdieron prontamente a manos de los Kara Koyunlu y los Ak Koyunlu, sucesivamente. En 1508, durante el reinado del Shah Ismail I (r. 1501-1524), el primer rey safávida, Basora y los Moshasha se volvieron parte del Imperio Safávida. Esta fue la primera vez que Basora estuvo bajo la soberanía safávida. Los Moshasha demostraron ser valiosos aliados para los safávidas, a menudo actuando como representantes de estos en campañas contra los árabes del sur de Irak y Basora, comandados por un gobernador designado por los safávidas. Aunque oficialmente eran súbditos safávidas, gozaban de una amplia autonomía, y su territorio servía como zona neutral entre safávidas y otomanos.
En 1524, tras la muerte de Ismail I, la dinastía gobernante local de Basora, los Al-Mughamis, retomaron el control efectivo de la ciudad. Doce años más tarde, en 1536, durante la Guerra Otomano-Safávida, el gobernante beduino de Basora, Rashid ibn Mughamis, reconoció a Solimán el Magnífico como su suzerano, quien a su vez lo confirmó como gobernador de Basora.  Las provincias árabes del Imperio Otomano ejercieron una gran independencia, e incluso a menudo levantaron sus propias tropas. Aunque Basora se había sometido a los otomanos, el control otomano sobre Basora era débil inicialmente. Esto cambiaría una década después, en 1546, cuando, tras una lucha tribal que involucró a los Moshasha y al gobernante local de Zakiya (cerca de Basora), los otomanos enviaron una guarnición a Basora. Esto resultó en un control otomano más estricto (pero aún de nombre) sobre Basora.

Si bien habían sido reemplazados por los otomanos como gobernantes de Irak, los safávidas nunca renunciaron a reclamarlo, al menos en su retórica legal. En realidad, la mayor parte de Irak era territorio foráneo para los safávidas, a pesar de que el sur estaba habitado por muchos chiitas. En palabras del historiador moderno Rudi Matthee:
La zona era difícil de defender, ya que estaba aislada de la meseta persa central por la cordillera de Zagros. El Sawad, la llanura aluvial de Mesopotamia, era calurosa, húmeda y poco saludable, y una incubadora frecuente de epidemias mortales. La tierra plana y semidesértica era un terreno inhóspito para los guerreros qizilbash, acostumbrados a las llanuras altas y a las montañas en el centro de Persia y Anatolia oriental. Su preferencia por tácticas de guerrilla, emboscadas y carreras rápidas seguidas por una retirada hacia las montañas, en contraposición a las confrontaciones abiertas en el campo de batalla, no les servía bien en Irak, con sus llanuras aluviales y pantanos.

#### Imperio portugués

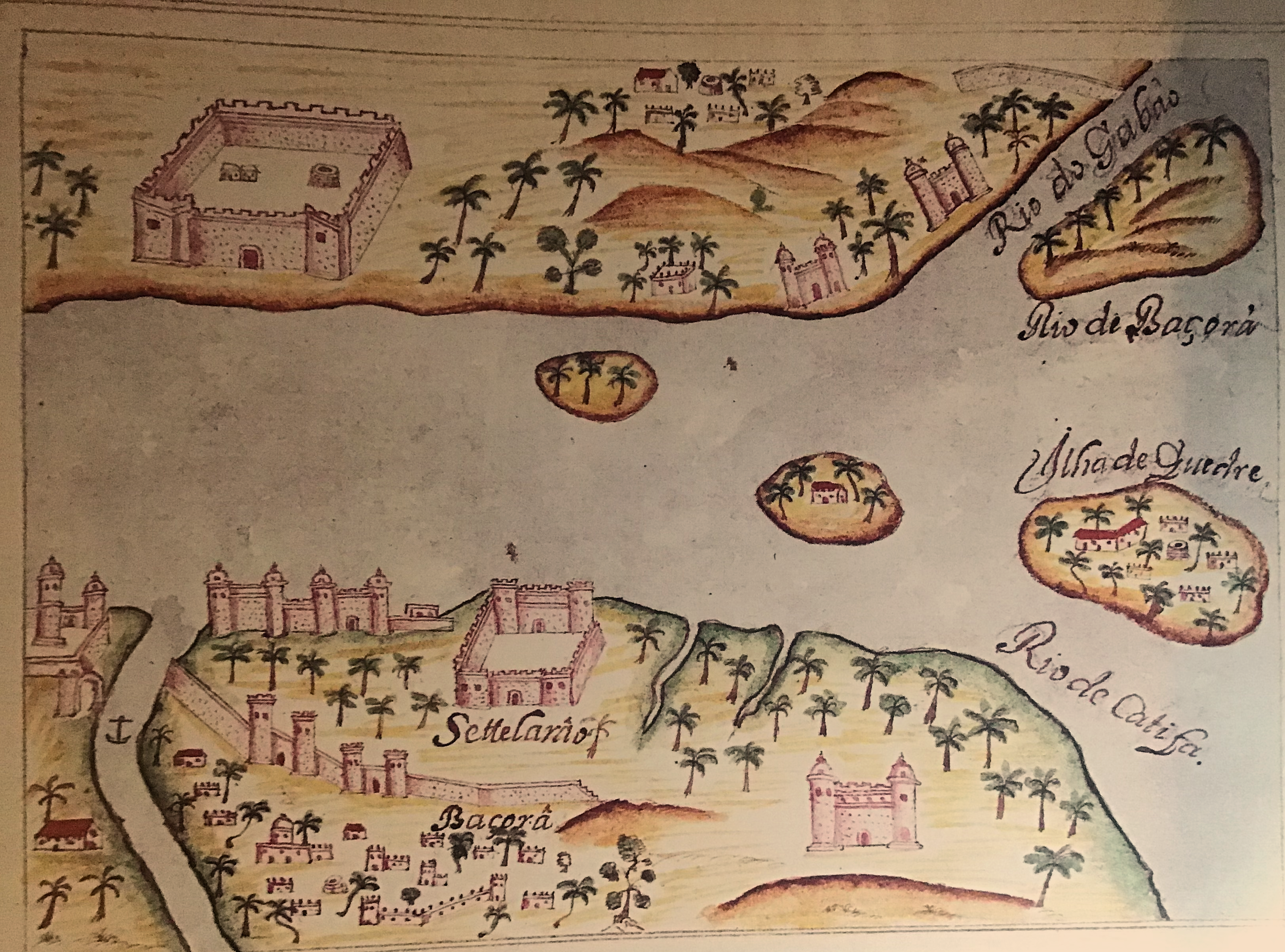
Basora a finales del

El imperio portugués había hecho una fuerte presencia en el golfo Pérsico desde principios del siglo XVI. En 1523, los portugueses bajo el mando de António Tenreiro (1485-1560/1565) cruzaron a Basora desde Alepo. En 1550, el reino local de Basora y los gobernantes tribales apoyaron a los portugueses contra los otomanos, y a partir de entonces los portugueses amenazaron con conquistar a Basora varias. Desde 1595 los portugueses actuaron como protectores militares de Basora, y en 1624 los portugueses ayudaron al Pasha de Basora a repeler una invasión persa. A los portugueses se les concedió una parte de las aduanas y la exención de peajes. A partir de entonces, el territorio de Xatalárabe (Shatt al-Arab), como lo llamaron los portugueses, se convirtió en un territorio aliado del imperio portugués. Gracias a esta alianza, los agustinos lograron fundar un convento en Basora, que respondía a Goa. A principios del siglo XVII, partes de la ciudad y ríos de Basora fueron diseñados por portugueses.

### Siglos XVII-XIX
En 1596, el gobernador otomano vendió Basora a un tal Afrasiyab, un magnate local descendiente de la dinastía sunita selyúcida. Desde entonces hasta 1668, Basora fue considerada un eyalato hereditario bajo el control de la familia Afrasiyab. Durante este período, el Shah safávida Abás el Grande (r. 1588-1629) hizo varios intentos de capturar Basora, que era importante rival para su ciudad portuaria comercial de Bandar Abbás, y era además una base para los comerciantes portugueses en la región. Los intentos safávidas hechos en 1624, 1625 y 1628-1629 durante la Guerra de 1623-1639 resultaron infructuosos, gracias a una combinación de interferencia portuguesa, preocupaciones urgentes en otros frentes y, finalmente, la muerte de Abás.
Si bien los safávidas reconocieron el dominio otomano sobre Irak en el Tratado de Zuhab (1639), ocasionalmente sentían la tentación de intentar recuperarlo, por ejemplo después de la derrota otomana en la batalla de Kahlenberg en 1683. Sin embargo, facciones más cautelosas y conservadoras, conscientes del declive del poderío militar de los safávidas, prevalecieron en contra de estas ideas. Las relaciones se mantuvieron tensas en Basora debido al continuo acoso contra los peregrinos iraníes por parte de las autoridades otomanas, por lo que los safávidas llegaron incluso a prohibir el paso a los peregrinos en varias ocasiones. Además, los disturbios en el sur de Irak continuaron extendiéndose por la frontera hacia el territorio safávida. Así, en 1667, cuando Husayn Pasha de la dinastía Afrasiyab se negó a reconocer la suzeranía del sultán y los otomanos enviaron una expedición punitiva en su contra, Husayn Pasha evacuó a toda la población al territorio safávida a la vez que ofrecía la ciudad a los safávidas. El Shah Solimán I (r. 1666-1694), sin embargo, rechazó las súplicas de Husayn Pasha pues no quería enemistarse con los otomanos, y en 1668, el gobernador otomano de Bagdad estableció el control directo sobre Basora.
El interés de Basora por los safávidas también ocurrió por razones económicas: a mediados y finales del siglo XVII, las monedas safávidas abbasi y panj shahi eran las monedas más utilizadas en Basora. Bajo el sucesor de Solimán I, Husayn (r. 1694-1722), la política safávida en relación con la recuperación de Irak no cambió. Según Matthee, "esto no es sorprendente", dado que el ejército safávida era débil en ese momento y el propio Sha era famoso por su naturaleza insegura. A diferencia de la mayoría de sus predecesores, el sultán Husayn alentó activamente a los peregrinos a visitar los santuarios sagrados chiíes en Irak, lo que hicieron en cantidades sin precedentes. Husayn también se mostró dispuesto a gastar los recursos del estado safáviad para el mantenimiento de los santuarios en Irak.
Durante el comienzo del siglo XVIII, los safávidas volvieron a ganar poder en el sur de Irak. En 1690, un brote de peste y una hambruna provocaron conflictos tribales al interior de la tribu Al-Muntafiq en el sur de Irak. Liderados por el jeque Mane ibn Mughamis, los árabes Muntafiq se rebelaron contra los otomanos. El gobierno otomano inició otra campaña punitiva, pero no logró sofocar la revuelta de Shaykh Mane. En 1695, el jeque Mane capturó Basora con la ayuda de la población local y derrocó al gobernador y las tropas otomanas. Durante su breve mandato como gobernante de Basora, se le consideró relativamente benevolente. Los safávidas no estaban particularmente felices con este cambio de acontecimientos. Los rebeldes no solo habían tomado el control de una ciudad importante en la frontera safávida, sino que también habían saqueado varias caravanas de peregrinos cerca de Basora durante su captura de la ciudad. Para los safávidas, esto demostraba que el jeque Mane tenía ambiciones expansionistas y podía representar un peligro para sus intereses. El vali ("virrey", "gobernador") safávida de la provincia vecina de Arabestán, Farajollah Khan, también estaba preocupado por los vínculos entre los Moshasha y el jeque Mane. Unos 5000 miembros insatisfechos de los Moshasha, seguidores de su sobrino Sayyed Mahmud, habían ayudado al jeque Mane en la captura de Basora en 1695.  Apenas dos años después, en 1697, Farajollah Khan y los Moshasha que le eran leales se enfrentaron con el jeque Mane y sus simpatizantes entre los Moshasha. Farajollah Khan y sus Moshasha salieron victoriosos y capturaron Basora en nombre del shah safávida, causando la huida del jeque Mane huyera.
Cuando los safávidas se dieron cuenta de que el jeque Mane y sus miembros de la tribu estaban ansiosos por retomar Basora, e incluso querían atacar Hoveyzeh, la capital provincial de la provincia de Arabestán, el sah Husayn emitió un firmán (decreto), ordenando que el ejército safávida de la provincia de Lorestán, comandado por Ali Mardan Khan, jefe de la tribu Fayli y gobernador de Kohgiluyeh, avanzara hacia Basora. El 26 de marzo de 1697, tropas safávidas tomaron control de la ciudad, y Ali Mardan Khan fue nombrado gobernador.  Esto marcó el comienzo del segundo período de control safávida de Basora. Más tarde ese año, Ali Mardan Khan fue reemplazado por Ebrahim Khan, el gobernador de Dawraq (actual Shadegan, Juzestán).
Aunque los safávidas habían tomado el control de Basora, se abstuvieron de hacer un "reclamo total y definitivo" sobre la ciudad.  El gobierno del sultán Husayn todavía estaba preocupado por no perturbar la paz con los otomanos. Además, eran conscientes de la debilidad militar de Irán en ese momento y se dieron cuenta de que sería "difícil aferrarse a una ciudad ubicada en una región extremadamente volátil". Las actividades del rebelde kurdo Suleiman Baba, que había capturado la ciudad de Ardalan y la fortaleza de Urmía cerca de la frontera otomana en el mismo año, reforzaron sus preocupaciones. A finales de 1697, el jeque Mane, habiendo hecho las paces con su antiguo enemigo el Farajollah Khan, y ayudado por desertores de los Moshasha, derrotó a una gran fuerza safávida cerca de la fortaleza de Khurma (Khorma) y capturó a su general. Esto obligó al sultán Husayn a ofrecer Basora a los otomanos.  El sultán Husayn ordenó hacer llaves de oro puro y envió a Rostam Khan Zanganeh como embajador en Constantinopla, para entregárselas al sultán otomano Mustafa II (r. 1695-1703), en un gesto simbólico que le ofrecía la ciudad al control otomano. Sin embargo, aunque los safávidas continuaron mostrando su voluntad de devolver Basora a los otomanos y mantuvieron una embajada otomana en Isfahán entre diciembre de 1698 y abril de 1699, Basora permanecería en manos de los safávidas hasta 1701.
A principios de 1700, el jeque Mane reapareció ante la ciudad de Basora y exigió un pago de 500 tomans a su gobernador safávida, Ebrahim Khan. El gobernador, que estaba corto de tropas, convenció al jeque Mane con un pago de 300 tomans y recibió 6000 refuerzos de la provincia de Kohgiluyeh. Las fuerzas árabes continuaron presionando la ciudad, lo que llevó al Shah a retirar a Ebrahim Khan más tarde ese año y a reemplazarlo por Davud Khan, el exgobernador de Al-Qurna.  Posteriormente, los árabes bloquearon Basora, lo que provocó una hambruna. Esta situación continuó en 1701. En febrero de ese año, la guarnición safávida de 6000 hombres, desmoralizados por la falta de pago y la noticia de que un ejército otomano masivo se dirigía hacia Basora, se rebeló contra el gobernador safávida y saqueó numerosas propiedades en Basora. El ejército otomano llegó a Basora el 9 de marzo de 1701, exigiendo la rendición de los safávidas. Davud Khan y las tropas safávidas en Basora abandonaron la ciudad y abordaron barcos que habían mantenido listos. El 10 de marzo de 1701, el recién nombrado gobernador otomano, Ali Pasha, entró en Basora acompañado por los gobernadores otomanos de Bagdad, Sivas y Kirkuk, así como por unos 30 000 soldados otomanos.

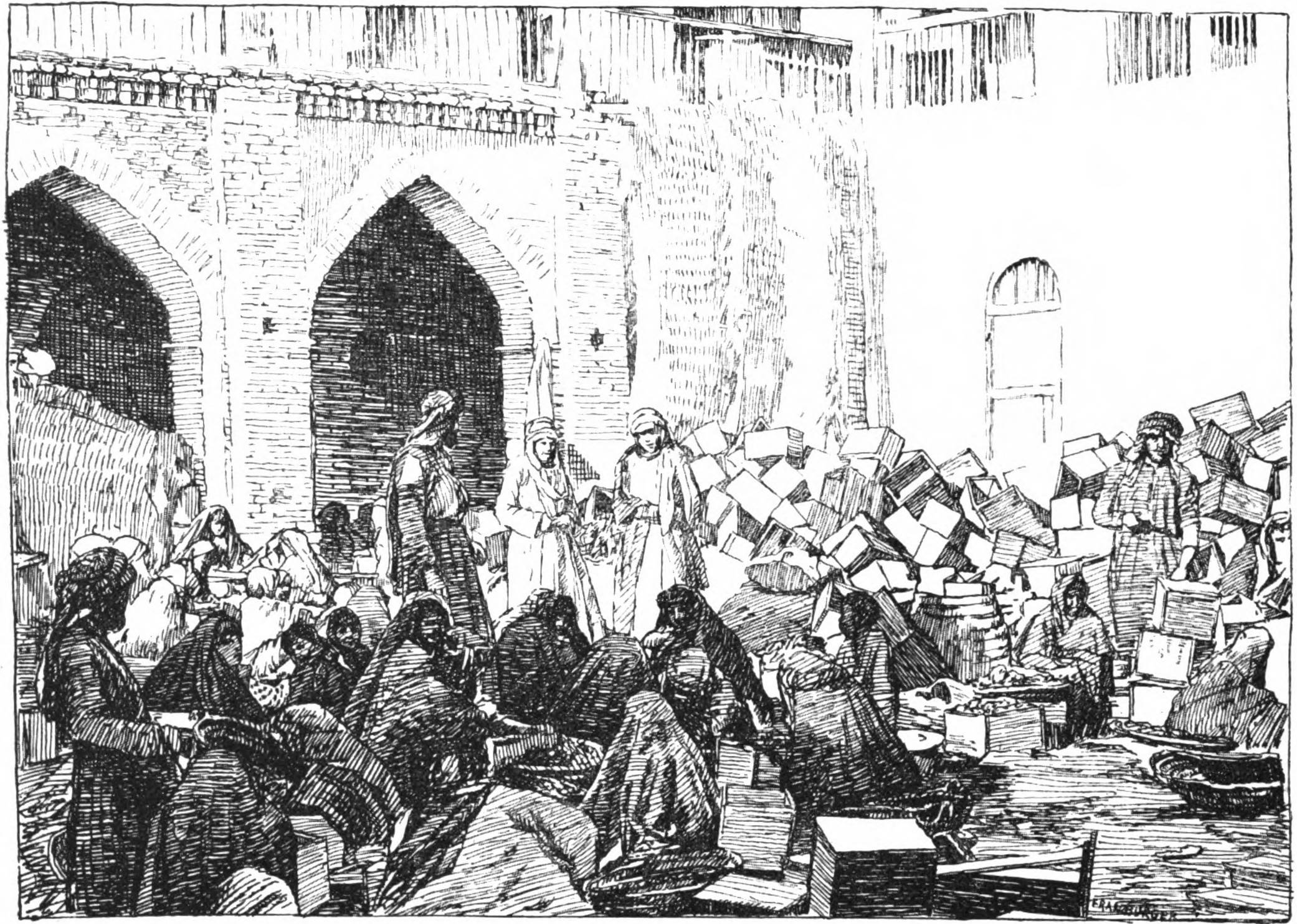
Basora a finales del

La dinastía Zand durante el reinado de Mohammad Karim Jan ocupó brevemente Basora después de un largo asedio entre 1775 y 1779. Los zands intentaron introducir la forma usulí del chiismo entre los habitantes de Basora que eran básicamente chiíes ajbaríes. La brevedad del gobierno de Zand hizo que esto fuera insostenible.

### SigloXX

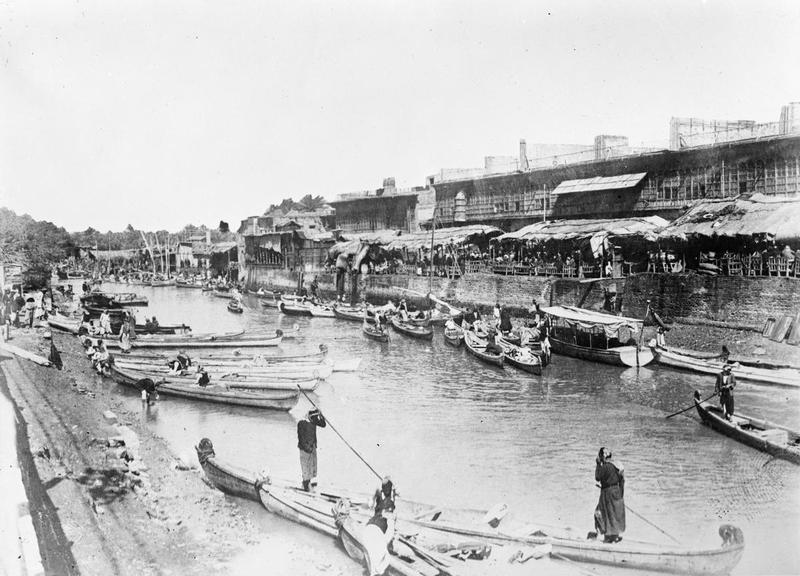
Basora durante la Primera Guerra Mundial

En 1911, la Encyclopaedia Britannica informó que "unos 4000 judíos y quizás 6000 cristianos" vivían en Basora, pero no turcos, salvo los funcionarios otomanos. En 1884, los otomanos respondieron a la presión local de los chiíes del sur separando los distritos del sur del valiato de Bagdad, creando así el nuevo valiato de Basora.

## Geografía
Basora se encuentra en la ruta fluvial de Shatt-Al-Arab, aguas abajo de la cual se encuentra el Golfo Pérsico. Las vías navegables de Shatt-Al-Arab y Basora determinan las fronteras oriental y occidental de Basora, respectivamente. La ciudad está atravesada por una compleja red de canales y arroyos, vitales para el riego y otros usos agrícolas. Estos canales se utilizaron alguna vez para transportar mercancías y personas por toda la ciudad, pero durante las últimas dos décadas, la contaminación y una baja continua del nivel del agua han hecho imposible la navegación fluvial en los canales. Basora se encuentra aproximadamente a 110 km (68 millas) del Golfo Pérsico.

## Clima
Basora tiene un clima árido cálido (clasificación climática de Köppen, BWh), como el resto de la región circundante, aunque recibe un poco más de precipitación en comparación con lugares del interior gracias a su ubicación cerca de la costa. Durante los meses de verano, de junio a agosto, Basora es una de las ciudades más cálidas del planeta, con temperaturas que superan regularmente los 50 °C (122 °F) en julio y agosto. En invierno, Basora experimenta un clima templado con temperaturas de alrededor de 14 °C (57 °F) en promedio. En algunas noches de invierno, las temperaturas mínimas están por debajo de 0 °C (32 °F). La alta humedad, a veces superior al 90%, es común debido a la proximidad al pantanoso Golfo Pérsico.
La máxima temperatura histórica se registró el 22 de julio de 2016, cuando las lecturas diurnas se dispararon a 53,8 °C (128.8 °F). Esta es una de las temperaturas más altas jamás medidas en todo el planeta. La noche siguiente, la temperatura mínima nocturna fue de 38,8 °C (101.8 °F), que fue una de las temperaturas mínimas más altas en un día, solo superada por Jasab, Omán y el valle de la Muerte. La temperatura más baja jamás registrada en Basora fue de -4,7 °C (23.5 °F) el 22 de enero de 1964.
| Parámetros climáticos promedio de Basra                  | Parámetros climáticos promedio de Basra | Parámetros climáticos promedio de Basra | Parámetros climáticos promedio de Basra | Parámetros climáticos promedio de Basra | Parámetros climáticos promedio de Basra | Parámetros climáticos promedio de Basra | Parámetros climáticos promedio de Basra | Parámetros climáticos promedio de Basra | Parámetros climáticos promedio de Basra | Parámetros climáticos promedio de Basra | Parámetros climáticos promedio de Basra | Parámetros climáticos promedio de Basra | Parámetros climáticos promedio de Basra |
| Mes                                                      | Ene.                                    | Feb.                                    | Mar.                                    | Abr.                                    | May.                                    | Jun.                                    | Jul.                                    | Ago.                                    | Sep.                                    | Oct.                                    | Nov.                                    | Dic.                                    | Anual                                   |
| -------------------------------------------------------- | --------------------------------------- | --------------------------------------- | --------------------------------------- | --------------------------------------- | --------------------------------------- | --------------------------------------- | --------------------------------------- | --------------------------------------- | --------------------------------------- | --------------------------------------- | --------------------------------------- | --------------------------------------- | --------------------------------------- |
| Temp. máx. abs. (°C)                                     | 34.0                                    | 39.0                                    | 39.0                                    | 46.1                                    | 50.0                                    | 51.6                                    | 53.9                                    | 52.2                                    | 49.6                                    | 46.0                                    | 37.0                                    | 30.0                                    | 53.9                                    |
| Temp. máx. media (°C)                                    | 18.4                                    | 21.7                                    | 27.7                                    | 33.9                                    | 40.7                                    | 45.3                                    | 46.9                                    | 47.1                                    | 43.2                                    | 36.8                                    | 25.9                                    | 19.8                                    | 34                                      |
| Temp. media (°C)                                         | 12.9                                    | 15.7                                    | 21.0                                    | 27.2                                    | 33.9                                    | 38.3                                    | 40.0                                    | 39.8                                    | 35.7                                    | 29.6                                    | 20.1                                    | 14.4                                    | 27.4                                    |
| Temp. mín. media (°C)                                    | 7.6                                     | 9.5                                     | 13.9                                    | 19.7                                    | 25.9                                    | 30.4                                    | 32.3                                    | 31.9                                    | 27.8                                    | 22.4                                    | 14.5                                    | 9.2                                     | 20.4                                    |
| Temp. mín. abs. (°C)                                     | -4.7                                    | -4.0                                    | 1.9                                     | 2.8                                     | 8.2                                     | 18.2                                    | 22.2                                    | 20.0                                    | 13.1                                    | 6.1                                     | 1.0                                     | -2.6                                    | -4.7                                    |
| Precipitación total (mm)                                 | 34                                      | 19                                      | 23                                      | 11                                      | 4                                       | 0                                       | 0                                       | 0                                       | 0                                       | 7                                       | 30                                      | 31                                      | 159                                     |
| Días de lluvias (≥ 1 mm)                                 | 4                                       | 2                                       | 2                                       | 2                                       | 1                                       | 0                                       | 0                                       | 0                                       | 0                                       | 1                                       | 2                                       | 3                                       | 17                                      |
| Horas de sol                                             | 186                                     | 198                                     | 217                                     | 248                                     | 279                                     | 330                                     | 341                                     | 310                                     | 300                                     | 279                                     | 210                                     | 186                                     | 3084                                    |
| Fuente n.º 1: Climate-Data.org                           |                                         |                                         |                                         |                                         |                                         |                                         |                                         |                                         |                                         |                                         |                                         |                                         |                                         |
| Fuente n.º 2: Weather2Travel for rainy days and sunshine |                                         |                                         |                                         |                                         |                                         |                                         |                                         |                                         |                                         |                                         |                                         |                                         |                                         |

## Demografía
En Basora, la gran mayoría de la población está compuesta de árabes étnicos de las tribus adnanitas o qahtanitas. Las tribus ubicadas en Basora incluyen las tribus de Al-Emarah, Bani Mansour, Dulaim, Shammar, Jubur, Bani Tamim, Bani Malik, Zubaid, Al-shwelat, Suwa'id, Al-bo Mohammed, Al-Badr, Al-Ubadi, y Ruba'ah Sayyid (descendientes todas del profeta islámico Mahoma) y otras tribus árabes.
Además de los árabes, también existe una comunidad de pueblos afro-iraquíes, conocida como los zanj. Los zanj son un grupo étnico musulmán que vive en Irak y son una mezcla de pueblos africanos tomados de la costa del área de la actual Kenia como esclavos en los años 900. Suman alrededor de 200.000 en Irak.

### Religión
Basora es una de las principales ciudades chiíes, y el antiguo chiismo ajbarí se ve progresivamente superado en números por el chiismo usulí. La población suní es pequeña y su porcentaje disminuye a medida que más chiíes iraquíes se mudan a Basora en busca de diversas oportunidades laborales o de asistencia social. La ciudad satélite de Az Zubayr en dirección a Kuwait solía ser una ciudad suní, pero la floreciente población de Basora se ha extendido a Zubair, convirtiéndola en una extensión de Basora con también una ligera mayoría chiita.
Se registraron cristianos asirios en el censo otomano ya en 1911, y un pequeño número de ellos vive en Basora. Sin embargo, una cantidad significativa de la comunidad moderna está compuesta por refugiados huyendo de la persecución del Estado Islámico en las llanuras de Nínive, Mosul y el norte de Irak. Desde que Irak fue liberada de esta amenaza, muchos de estos cristianos han regresado a sus lugares natales en las llanuras de Nínive. Para 2018 había unos pocos miles de cristianos en Basora. Una de las comunidades más grandes de mandeos preislámicos vive en la ciudad, cuyos cuarteles generales estaban localizados en el área antes llamada Suk esh-Sheikh.

## Economía
La ciudad está ubicada a lo largo de la vía fluvial Shatt al-Arab, a 55 kilómetros (34 millas) del Golfo Pérsico y a 545 kilómetros (339 millas) de Bagdad, la capital y ciudad más grande de Irak. Su economía depende en gran medida de la industria petrolera. Irak tiene la cuarta mayor reserva de petróleo del mundo, estimada en más de 115 mil millones de barriles (18,3 × 109 m³). Algunos de los campos petroleros más grandes de Irak se encuentran en la provincia, y la mayoría de las exportaciones de petróleo de Irak parten de la Terminal Petrolera de Al Basrah. La South Oil Company tiene su sede en la ciudad.
La actividad económica sustancial en Basora se centra en la industria petroquímica, que incluye la Compañía de Fertilizantes del Sur y la Compañía Estatal de Industrias Petroquímicas (SCPI). La Compañía de Fertilizantes del Sur produce una solución de amoníaco, urea y nitrógeno gaseoso, mientras que la SCPI se centra en productos como etileno, cáustico/cloro, monómero de cloruro de vinilo (VCM), cloruro de polivinilo (PVC), polietileno de baja densidad y polietileno de alta densidad. .
Basora se encuentra en una región agrícola fértil, con productos principales como el arroz, maíz, cebada, mijo perla, trigo, dátiles y ganado. Durante mucho tiempo, Basora fue conocida por la calidad superior de sus dátiles. Basora se hizo conocida en la década de 1960 por su mercado del azúcar.
El transporte marítimo, la logística y el transporte también son industrias importantes en Basora. Basora alberga los seis puertos de Irak. Umm Qasr es el principal puerto de aguas profundas con 22 plataformas, algunas de las cuales están dedicadas a productos específicos (como azufre, semillas, aceite lubricante, etc.). Los otros cinco puertos son de menor escala y más especializados. La pesca era un negocio importante antes del boom petrolero. La ciudad también tiene un aeropuerto internacional, con servicio a Bagdad con Iraqi Airways, la aerolínea nacional.

## Ciudades hermanadas
- Bakú (Azerbaiyán)
- Venecia (Italia)